# Ortona dei Marsi
Ortona dei Marsi là một đô thị thuộc tỉnh L'Aquila trong vùng Abruzzo của Ý. Ý. Đô thị này có diện tích 52 km², dân số năm 2001 là 803 người. Các làng trực thuộc: Aschi alto, Sulla Villa, Santa Maria, Cesoli, Carrito. Các đô thị giáp ranh gồm: Anversa degli Abruzzi, Bisegna, Castelvecchio Subequo, Cocullo, Gioia dei Marsi, Pescina, Villalago